# جوزيبي فافالي
جوزيبي فافالي (Giuseppe Favalli)، (أورزينووفي بمقاطعة بريشا، 8 يناير 1972) لاعب كرة قدم إيطالي، بدأ فافالي مسيرته الكروية مع كريمونيزي في دوري الدرجة الثانية في عام 1988، وقد لعب له 94 مباراة وسجل فيها 3 أهداف، وفي عام 1992 انتقل إلى نادي لاتسيو، وقد أصبح بعد عدة سنين كابتن النادي، واكتسب حب الجماهير، وقد لعب مع نادي لاتسيو 298 مباراة وسجل فيها 4 أهداف، وفي عام 2004 انتقل إلى نادي إنتر ميلان، وقد لعب معه 49، ولم يسجل أي هدف، وفي صيف 2006 انتقل إلى ميلان في عقد يمتد إلى 30 يونيو 2008 وسجل مع الروسونيري هدفا وحيدا إلى الآن في موسم 2006/2007 ضد إمبولي وهو يشغل مركز الظهير الأيسر في مختلف الأندية التي لعب فيها بدءا من كريمونيزي إلى ميلان ولعب في ميلان حتى عام 2010 ثم اعتزل.
فاز ببطولة دوري ابطال أوروبا 2007
لعب في صفوف المنتخب الإيطالي حتى عام 2004

## مسيرته الكروية
لعب جوزيبي فافالي خلال مسيرته الاحترافية مع 4 أندية في اثنين وعشرين موسمًا وسجل خلالها 8 أهداف ضمن 521 مباراة. حيث فاز في خمسة مواسم بالكأس وفي موسم واحد بالدوري.
خاض جوزيبي فافالي مسيرته مع نادي كريمونيسي في موسم 1988–89 ليلعب معه أربعة مواسم، مشاركًا في 94 مباراة سجل خلالها 3 أهداف. ثم انتقل إلى نادي لاتسيو في موسم 1992–93 ليلعب معه اثنا عشر موسمًا، حيث شارك في 298 مباراة سجل خلالها 3 أهداف أيضًا. لينتقل بعدها إلى نادي إنتر ميلان في موسم 2004–05 ولمدة موسمين، مشاركًا في 49 مباراة ولم يسجل أي هدف. ثم انتقل إلى نادي إيه سي ميلان في موسم 2006–07 ليلعب معه أربعة مواسم، مشاركًا في 80 مباراة سجل خلالها هدفين.

## روابط خارجية
- جوزيبي فافالي على موقع الاتحاد الدولي (مؤرشف)  (الإنجليزية)
- جوزيبي فافالي على موقع قاعدة بيانات كرة القدم.إي يو (الإنجليزية)
- جوزيبي فافالي على موقع ناشيونال فوتبول تيمز (الإنجليزية)
- جوزيبي فافالي على موقع Soccerbase.com (لاعب) (الإنجليزية)
- جوزيبي فافالي على موقع Soccerway.com (الإنجليزية)
- جوزيبي فافالي على موقع عالم كرة القدم.نت (الإنجليزية)
- جوزيبي فافالي على موقع كووورة
- جوزيبي فافالي على موقع أوليمبيديا (الإنجليزية)